# Nakada III
Nakada III je posljednja faza kulture Nakada iz drevne egipatske praistorije, koja datira iz vremena otprilike od 3200. do 3000. godine pne. To je period tokom kojeg je proces formiranja države, koji je počeo u Nakadi II, postao veoma vidljiv, sa imenovanim kraljevima na čelu moćnih država. Nakada III se često naziva dinastija 0 ili protodinastički period kako bi se odražavalo prisustvo kraljeva na čelu uticajnih država, iako zapravo, kraljevi koji su uključeni nisu bili deo dinastije. U ovom periodu, imena tih kraljeva bila su ispisana u obliku sereha na raznim površinama, uključujući grnčariju i grobnice.

## Istorija
Protodinastički period u starom Egiptu karakterisao je tekući proces političkog ujedinjenja, koji je kulminirao formiranjem jedne države da bi započeo rani dinastički period. Štaviše, u to vreme je egipatski jezik prvi put zabeležen u hijeroglifima. Postoje i jaki arheološki dokazi o egipatskim naseljima u južnom Hananu tokom protodinastičkog perioda, koja se smatraju kolonijama ili trgovačkim centrima.
Formiranje države počelo je tokom ove ere, a možda čak i ranije. Duž Nila su nastali različiti mali gradovi-države. Vekovi osvajanja su tada sveli Gornji Egipat na tri velike države: Tinis, Nakada i Neken. U sendviču između Tinisa i Nekena, Nakada je prva pala. Tinis je tada osvojio Donji Egipat. Nekenov odnos sa Tinisom je neizvestan, ali ove dve države su se možda spojile mirno, a kraljevska porodica Tinite vladala je celim Egiptom. Tinitski kraljevi su sahranjeni u Abidosu na groblju Um el-Ka'ab.
Rani egiptolozi kao što je Flinders Petri bili su zagovornici teorije dinastičke rase koja je pretpostavljala da su prve egipatske poglavice i vladari i sami bili mesopotamijskog porekla, ali je ovo gledište napušteno među savremenim naučnicima.
Većina egiptologa smatra Narmera poslednjim kraljem ovog perioda i prvim kraljem Prve dinastije. Verovatno su mu prethodili u nekim delovima Gornjeg Egipta Krokodil, Iri-Hor, Ka, a možda i kralj Škorpion, čije ime može da se odnosi na, ili potiče od boginje Serket, posebnog ranog zaštitnika drugih božanstava i vladara.
Domen Nakade III se proširio po celom Egiptu i odlikovao se nekim značajnim novinama:
- Prvi hijeroglifi
- Prvi grafički narativi na paletama
- Prva redovna upotreba sereka
- Prva zaista kraljevska groblja
- Verovatno prvi primer navodnjavanja

U najboljem slučaju, značajne druga novina je: pronalazak navigacije jedrima (nezavisno od prethodnog pronalaska u Persijskom zalivu 2.000 godina ranije). Prema egipatskom Ministarstvu za antikvitete, u februaru 2020. egipatski arheolozi su otkrili 83 grobnice koje datiraju iz perioda 3.000 godina pne poznate kao period Nakada III. U njima su takođe otkrivene razne male grnčarske posude različitih oblika i neke morske školjke, alati za šminkanje, posude za olovke za oči i dragulji.

### Dekorativne kozmetičke palete
Mnoge značajne dekorativne palete datiraju se u eru Nakade III, kao što je Lovačka paleta.
- Lovačka paleta, oko 3100. pne
- „Paleta četiri psa” (3300-3100 pne)
- Fragment ceremonijske palete koja ilustruje čoveka i tip štapa, ca. 3200–3100 pne
- Paleta u obliku patke
- Paleta bikova, 3100 pne
- Paleta bojnog polja,[14][15][16] koja verovatno pokazuje potčinjavanje naroda Buto-Madi kulture, od strane egipatskih vladara Nakade III, oko 3100. godine pne.[17]
- Fragment palete, 3200-2800 pne.

## Drugi artifakti
- Božanstvo babuna koje nosi ime faraona Narmera na bazi
- Škorpionov buzdovan, Ešmolijen muzej.
- Fragment protodinastičkog žezla sa kraljevskim parom. Staatliche Sammlung für Ägyptische Kunst, Minhen
- Češalj za kosu ukrašen redovima divljih životinja 3200-3100 pne, Nakada
- Pposuda iz perioda Nakada
- Tipična cilindrična tegla iz ere Nakade

## Literatura
- Anđelković, Branislav (2002). „Southern Canaan as an Egyptian Protodynastic Colony”. Cahiers Caribéens d'Égyptologie. 3/4 (Dix ans de hiéroglyphes au campus): 75—92.
- Bard, Katherine A. (2000). „The Emergence of the Egyptian State”.  Ур.: Shaw, Ian. The Oxford History of Ancient Egypt. Oxford and New York: Oxford University Press. стр. 61–88. ISBN 0-19-815034-2.
- Midant-Reynes, Béatrix (2000). The Prehistory of Egypt: From the First Egyptians to the First Pharaohs. Oxford and Malden: Blackwell. ISBN 0-631-20169-6.
- Shaw, Ian, ур. (2000). The Oxford History of Ancient Egypt. Oxford University Press. ISBN 0-19-815034-2.
- Wilkinson, Toby Alexander Howard (2001). Early Dynastic Egypt (2nd изд.). London: Routledge. ISBN 0-415-18633-1.
- Wright, Mary (1985). „Contacts Between Egypt and Syro-Palestine During the Protodynastic Period”. Biblical Archaeologist. 48 (4): 240—53. JSTOR 3209960. S2CID 165458408. doi:10.2307/3209960.
- Wilkinson, Reading Egyptian Art, A Hieroglyphic Guide to Ancient Egyptian Painting and Sculpture, c 1992a; Thames and Hudson, with 450 Illustrations.
- Davis, Whitney; Davis, George C.; Helen N. Pardee; Davis, Whitney M. (1992). Masking the Blow: The Scene of Representation in Late Prehistoric Egyptian Art (на језику: енглески). University of California Press. стр. 264. ISBN 978-0-520-07488-0.
- "A little higher, a figure dressed in a long, embroidered robe leads a prisoner." in Bazin, Germain (1976). The History of World Sculpture (на језику: енглески). Chartwell Books. стр. 100. ISBN 978-0-89009-089-3.
- Kelder, Jorrit (2017). Narmer, scorpion and the representation of the early Egyptian court: Published in Origini n. XXXV/2013. Rivista annuale del Dipartimento di Scienze dell'Antichità – "Sapienza" Università di Roma | Preistoria e protostoria delle civiltà antiche – Prehistory and protohistory of ancient civilizations (на језику: енглески). Gangemi Editore. стр. 152. ISBN 978-88-492-4791-6.
- Leprohon, Ronald, J. (2013). The great name : ancient Egyptian royal titulary. Society of Biblical Literature. ISBN 978-1-58983-735-5.
- Redford, Donald B. (1992). Egypt, Canaan, and Israel in Ancient Times. Princeton: University Press. стр. 10. ISBN 9780691036069.
- Langer, William L., ур. (1972). An Encyclopedia of World History (5th изд.). Boston, MA: Houghton Mifflin Company. стр. 9. ISBN 0-395-13592-3.
- „Ancient Egyptian Culture: Paleolithic Egypt”. Emuseum. Minnesota: Minnesota State University. Архивирано из оригинала 1. 6. 2010. г. Приступљено 13. 4. 2012.
- „Dental Anthropology” (PDF). Anthropology.osu.edu. Архивирано из оригинала (PDF) 29. 10. 2013. г. Приступљено 2013-10-25.
- Bouchneba, L.; Crevecoeur, I. (2009). „The inner ear of Nazlet Khater 2 (Upper Paleolithic, Egypt)”. Journal of Human Evolution. 56 (3): 257—262. PMID 19144388. doi:10.1016/j.jhevol.2008.12.003.

## Spoljašnje veze
- Naqada III: Dynasty 0
- „Unification Theories”, Naqadan in Egypt, UK: UCL.